# Bruno Piazzese
Bruno Piazzese (Siracusa, ...) è un imprenditore italiano, presidente nazionale delle associazioni antiracket.
Nell'estate del 2000 dopo aver aperto un Pub nell'Isola di Ortigia, subisce alcune minacce d'estorsione atte ad imporre l'installazione di macchinette del videopoker. Dopo aver denunciato i suoi estortori scattano i primi arresti. Nel 2002 il suo locale subisce un primo attentato incendiario per ritorsione senza grandi conseguenze, ma pochi giorni dopo, ne avviene un secondo con cui vengono appiccate le fiamme al locale. 

Grazie ad una legge antiestorsione il locale viene ricostruito e riaperto, ma dopo un primo periodo di protezione attiva tramite videosorveglianza, la questura rimuove le telecamere a causa del costo del loro affitto, sostituiendole con un semplice sistema di allarme. Nel 2003 il locale è nuovamente distrutto dalle fiamme e successivamente ricostruito. Piazzese quindi viene nominato presidente delle associazioni antiracket della provincia di Siracusa. L'anno successivo il suo locale subisce l'ultimo attentato incendiario, che fortunatamente procura solo lievi danni. Il locale verrà nuovamente riaperto, ma Piazzese è costretto a vivere scortato.
La sua vicenda ha ispirato il film del regista Alberto Coletta Oltre la Paura, Bruno Contro la Mafia.